# Goold Island
Goold Island è un'isola situata nel mar dei Coralli lungo la costa del Queensland, in Australia. Si trova a nord-est della cittadina di Cardwell tra le città di Cairns e Townsville. L'isola costituisce un parco nazionale (Goold Island National Park) e fa parte del Parco marino della Grande barriera corallina.

## Geografia
Goold Island ha una superficie di 8,3 km e un'altezza massima di 409 m; dista 17 km dalla costa ed è situata nella Rockingham Bay a nord di Hinchinbrook Island. L'insenatura ospita alcune isole continentali con una densa vegetazione: le Brook Islands e le Family Islands.
Boschi di eucalipto coprono la maggior parte di Goold Island, ma vi sono anche macchie di rigogliosa foresta pluviale in calanchi riparati. Stormi di cacatua ciuffogiallo vivono nelle foreste dell'isola.

## Storia
Goold Island, prima dell'arrivo degli europei, era abitata dagli aborigeni Bandjin e Girramay che viaggiavano tra l'isola Goold e la terraferma in canoe di corteccia chiamate gayus. I cumuli di conchiglie e le trappole per pesci sono quanto rimane del loro insediamento.